# Assassin's Creed: Memories
Assassin's Creed: Memories es un juego de la saga Assassin's Creed estrenado el 21 de agosto de 2014 para plataformas iOS (iPhone, iPad y iPod Touch). Desarrollado por GREE, Ubisoft y PlayNext; se trata de un juego free-to-play que combina elementos de batalla de cartas, de rol y de estrategia.

## Características
El juego sumerge al usuario en las profundidades del nuevo Animus móvil de Abstergo Entertainment, y le permite convertirse en uno de los Assassins más poderosos de la historia. Desde reunir elementos y luchar junto a personajes famosos del universo de Assassin's Creed hasta librar batallas de gremios en multijugador ambientadas en épocas totalmente nuevas, este juego supone un giro de la franquicia para plataformas móviles con una historia que transcurre en los siglos de historia que abarca la saga.
Assassin's Creed: Memories introduce a los jugadores en una aventura épica donde se convertirán en maestros asesinos mientras recorren apasionantes periodos históricos como el Renacimiento italiano y la América colonial, además de localizaciones nuevas como el Japón feudal y la Mongolia imperial. Las misiones de un jugador consisten en dar caza a jefes del juego, obtener cartas aliadas y reunir nuevo equipamiento. Además, los usuarios podrán personalizar por completo su experiencia de juego reuniendo cartas de tres categorías distintas: armas, protección y aliados. Las armas y la protección pueden usarse para aumentar las estadísticas de ataque y defensa de sus personajes, y también para cambiar el aspecto del Assassin. Los aliados son célebres personajes de la franquicia, y poseen habilidades especiales que ayudan a los jugadores en el combate.
Assassin's Creed: Memories ofrece además una apasionante experiencia multijugador que consiste en batallas de gremios de 20 jugadores contra 20 jugadores. Los usuarios pueden personalizar su estrategia de ataque escogiendo a sus miembros más fuertes para las primeras líneas en el combate y también utilizar ataques de combos para vencer en batallas épicas en la feroz competición jugador contra jugador.